# 天津津融投资服务集团
天津津融投资服务集团有限公司，简称津融集团，成立于2013年7月26日，注册资本为28.88亿元，其历史可以追溯至1988年5月16日成立的津投集团。
目前，津融集团有两家股东，天津市国资委持有津融集团65.7%股权，天津市泰达国际控股集团持有津融集团34.3%股权。